# Солнечное затмение 2 августа 1654 года
Солнечное затмение 2 (12) августа 1654 года — полное солнечное затмение, наблюдавшееся в северном полушарии. На Руси в обстановке разгорающейся эпидемии чумы было воспринято как дурное божественное знамение. Противники патриарха Никона обвинили его в провоцировании гнева Божиего своими церковными реформами. Солнечное затмение случилось во время битвы под Шкловом, в которой сражались русские и литовские войска.